# Steinway & Sons

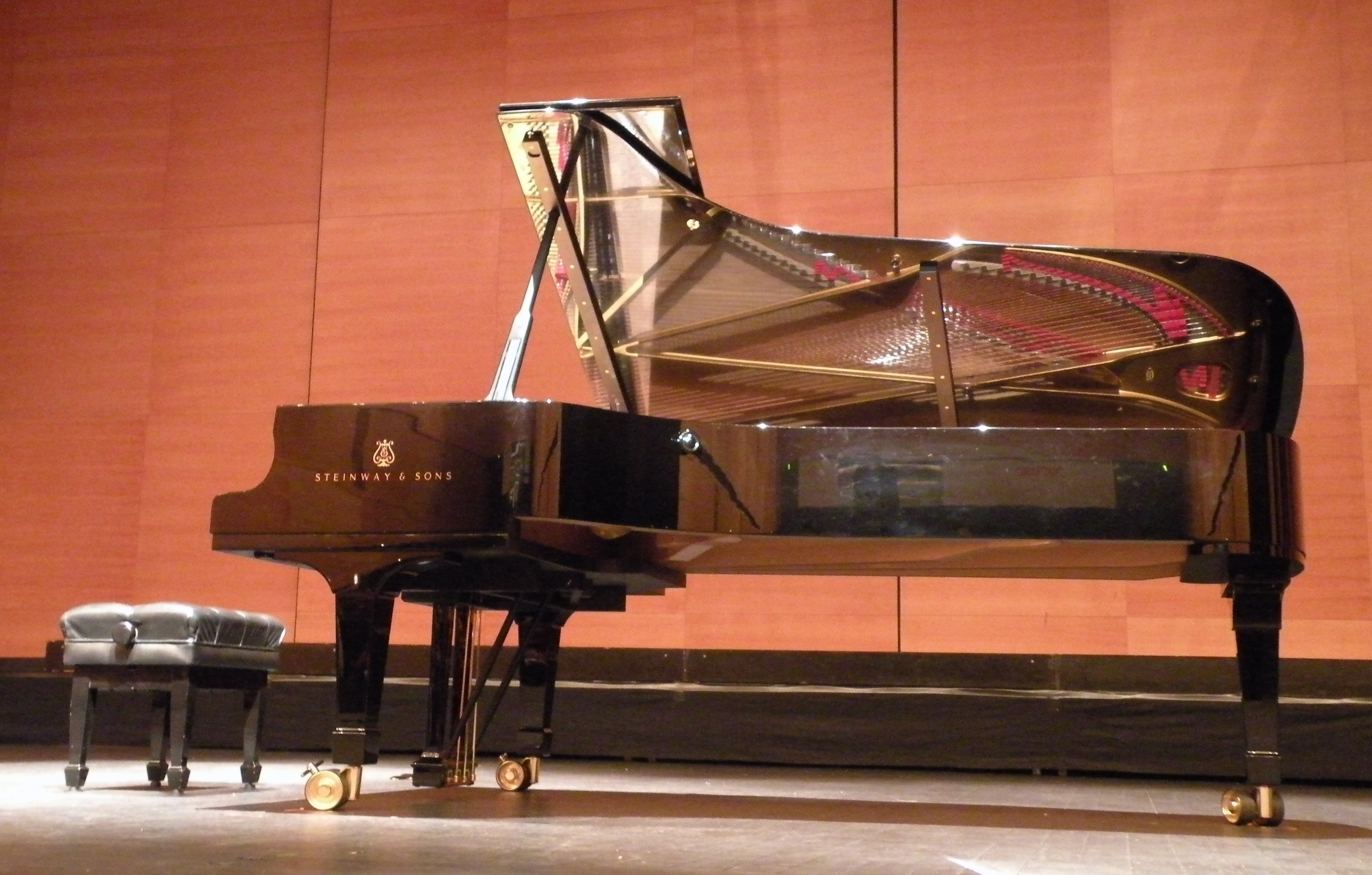
Steinway & Sons

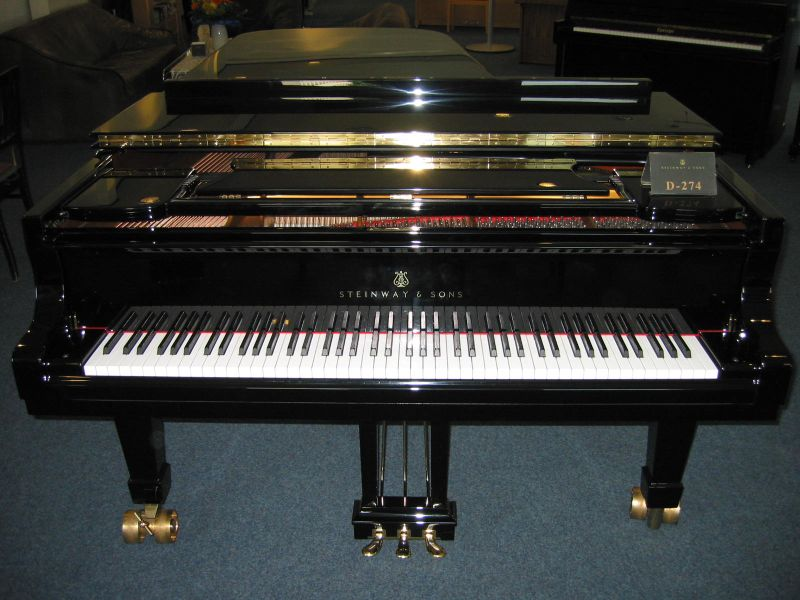
Steinway & Sons

Steinway & Sons — відома фірма, що виготовляє музичні інструменти вищого класу.
Заснована в Нью-Йорку (США) 5 березня 1853 року емігрантом з Німеччини Генріхом Енґельгардом Штайнвеґом (1797—1871), який в 1851 змінив ім'я на більш американізоване: Генрі Енгельгард Стейнвей. Компанія продукує роялі та піаніно.
Щорічний обсяг продаж через мережу майже 200 авторизованих дилерів по всьому світу — близько 5000 нових інструментів. Також надає послуги із настроювання, ремонту та реставрації інструментів Steinway.
Щорічний дохід — понад 450 млн доларів США. На підприємствах Steinway & Sons працює понад 2000 співробітників. Фортепіано та роялі виготовляються на двох основних підприємствах в Нью-Йорку (інструменти Steinway для країн Америки) і Гамбурзі (інструменти Steinway для інших країн світу), а також на підприємствах в Азії (сконструйовані Stainway & Sons інструменти брендів Boston на фабриці в м. Хамамацу (Японія) та Essex на інших фабриках).

## Історія

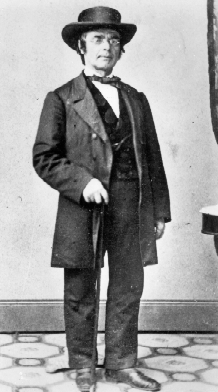
Студійна світлина Генрі Енгельгарда Стейнвея роботи Метью Бреді

Перша фортепіанна мануфактура Steinway & Sons була відкрита 1853 року на Верік-стріт в Нью-Йорку (з 1854 — на Волкер-стріт № 82-88) як невелика сімейна майстерня для виготовлення музичних інструментів. Фірма продовжувала багаті традиції виробництва фортепіано, започатковані Г. Е. Стейнвеєм ще в Німеччині. Плекання традицій настільки важливий елемент виробництва фортепіано Steinway & Sons, що перший виготовлений компанією в США і проданий за величезну на той час суму в 500 доларів рояль, отримав серійний номер 483 (перші 482 інструменти були збудовані ще в Німеччині). Цей рояль зберігається нині в колекціях Метрополітен-музею у Нью-Йорку. Уже 1855 року фірма була відзначена Золотою медаллю Інституту Америки. Впродовж перших десяти років існування фірма бурхливо розвивалася навіть за американськими мірками. За шість років від заснування фірма, продавала вже 300 інструментів на рік, а через десять років у ній працювало близько 350 співробітників, які виготовляли 1800 фортепіано щороку. 1867 року компанія отримала Велику почесну золоту медаль на Паризькій виставці за найвищу якість конструювання і виготовлення музичних інструментів.
Бурхливе економічне зростання потребувало щоразу більших виробничих площ. Компанія періодично змінювала своє місце розташування в Нью-Йорку. Після чергового переїзду 1871 року на Лонґ-Айленд фірма збудувала для підприємства та його працівників ціле містечко — Стейнвей-віллидж, яке окрім фабричних будівель і житлових будинків включало пошту, бібліотеку, парк, дитячий садок, громадський басейн і навіть відділ добровільної пожежної сторожі. До того часу інструменти Стейнвея здобули світовий розголос. Із 1880 року діяло європейське представництво та мануфактура в Гамбурзі (Німеччина) на Нойє Розенштрассе (пізніше перейменована на Шанценштрассе), 20-24.
Працівниками фірми упродовж перших кількох десятиліть її існування були емігранти або вихідці з Німеччини, близькі за ментальністю та життєвими принципами. Вони взяли за основу своєї діяльності три тези Г. Е. Стейнвея: «Створювати найвищий стандарт, а не ціну»; «Жодних компромісів щодо якості»; «Завжди прагнути поліпшити інструмент». Це створило умови для досконалої організації виробництва. Іншими складниками успіху стали ефективний маркетинг та відкриття Стейнвей-холів (в Німеччині — Стейнвей-гаузів) для популяризації фортепіанного мистецтва. Перший Стейнвей-хол почав функціонувати на Східній 14-й вулиці № 71-73 в Нью-Йорку вже 1866 року. Від дня заснування компанія постійно провадить науково-дослідну діяльність і на сьогодні зареєструвала 129 патентів, перший з яких, що стосувався покращення механіки, був зареєстрований в США на ім'я Генрі Стейнвея-молодшого у 1857 році. 1875 року Steinway & Sons отримала патент на великий концертний рояль, який залишається еталоном концертного інструмента донині.
Інструменти фірми швидко здобули світове визнання професіоналів-музикантів, про що свідчать численні відгуки провідних піаністів та композиторів. Роялі Steinway & Sons знаходяться сьогодні у всіх провідних концертних залах світу. Понад 96 % піаністів, які дають концерти, обирають нині для виступів з оркестрами роялі Steinway & Sons. А від 1903 року, коли до 50-ліття фірми американським народом було подаровано ювілейний рояль Steinway & Sons президенту США Теодору Рузвельту, інструменти фірми почали вважатися атрибутом високого престижу і суспільного становища їх власників. З того часу фірма періодично виготовляє ювілейні роялі оригінального дизайну на честь видатних осіб чи ювілейних дат у лінії Limited Edition.
Успішна компанія існувала як родинне підприємство до 1972 року, коли її було продано за 23 мільйони доларів телеканалу CBS. 1995 року компанія злилася з іншим великим виробником музичних інструментів — компанією Selmer. Відразу після цього було засновано виробництво нових фортепіанних брендів — ліній Boston і Essex. Нині фірма Steinway & Sons (див.  [Архівовано 30 січня 2015 у Wayback Machine.] ;  [Архівовано 5 травня 2011 у Wayback Machine.] ;  [Архівовано 30 березня 2022 у Wayback Machine.]) функціонує як велика міжнародна компанія із виготовлення музичних інструментів. Крім інструментів класичного дизайну фірма виготовляє також серії Crown Jewels, Limited Editions і Art Case Pianos, а також спеціальну модель для навчальних закладів A/Studio. Steinway & Sons започаткувала також ряд спеціальних програм, спрямованих на популяризацію музичного мистецтва й фортепіанної музики, зокрема, серед молоді, а також на підтримку високого професіоналізму серед піаністів-виконавців та фортепіанних майстрів. Це такі програми, як «Артист Стейнвея», «Молодий Стейнвеївець», «Steinway Promise», «All-Steinway Scools», «Steinway Academy».

## Характеристики
Steinway & Sons належить до підприємств, що найповніше опираються на власні традиції. Вміст ручної роботи в інструментах Стейнвей традиційно сягає 85 %. Прагнучи йти в ногу з вимогами часу, компанія заохочує винахідництво і раціоналізаторство: засновники, власники і конструктори підприємства зареєстрували близько 130 патентів, що стосуються вдосконалення конструкції та звучання роялів і піаніно. До таких вдосконалень належать новаторські винаходи, що здійснили революційні зміни у фортепіанобудуванні і використовуються нині всіма провідними продуцентами роялів і піаніно у світі. Це передусім розробка разом зі знаменитим німецьким фізиком Г. Гельмгольцом переднього і заднього дуплексного рядів, завдяки використанню яких звучання рояля незмірно збагачується обертонами. Сюди слід зарахувати також використання литої традиційним способом чавунної рами з дворівневим перехресним розміщенням струн, що зробило роялі не тільки компактнішими, але й підсилило їх звучання і збагатило їх тембр.
Steinway & Sons вперше почали використовувати суцільну стінку футора, що вигинається і склеюється без використання хімічних чи термальних засобів, а також розширену в хвостовій частині рояля опуклу резонансну деку, потоншену по краях. Подібною є конструкція резонансної деки у піаніно. Усі інструменти комплектуються механікою, базованою на так званій «новій механіці Стенвея», розробленій ще 1880 року. Роялі компанії, починаючи з середини 1930-х рр., стали еталоном дизайну сучасного інструмента. Steinway & Sons першою серед провідних фортепіанобудівних компаній відмовилася від використання слонової кістки для покриття клавіш.
Рояль Steinway & Sons D-274 є нині обов'язковим атрибутом усіх міжнародних фортепіанних конкурсів і обов'язково встановлюється в усіх провідних філармонічних концертних залах світу. Десять міжнародних фортепіанних конкурсів, серед яких Конкурс Ван Клайберна, Конкурс Джини Бахауер, Клівлендський і Hilton Head, пропонують учасникам грати виключно на інструментах Steinway & Sons.
Для підготовки кваліфікованих концертних настроювачів, які могли б обслуговувати роялі Стенвей на належному рівні, 1993 року було відкрито Академію Стейнвея — перший навчальний заклад такого типу у світі.
До останніх розробок Steinway & Sons належить Piano-Disk-система, яка встановлюється на роялях і за допомогою вбудованого комп'ютера, підключеного до механіки інструмента, відтворює в реальному звучанні записи, що зчитуються із встановлених у системі компакт-дисків без безпосередньої участі піаніста-виконавця. Завдяки використанню Piano-Disk-системи при слуханні музики досягається майже стовідсотковий ефект живого виконання.

## Моделі
Усі моделі роялів Steinway & Sons отримують у назві цифровий індекс, що відповідає довжині інструмента в сантиметрах (для роялів) або висоті інструмента в сантиметрах (для піаніно).
Стандартні моделі чорного кольору
Фабрика Steinway & Sons у Нью-Йорку (США) виготовляє такі моделі роялів і піаніно:
- Роялі: S-155, M-170, O-180, A-188, B-211, D-274
- Піаніно: Sheraton Model P/45 Sketch 4510, Professional Model P/45 Sketch 1098, Professional Model K-52

Фабрика Steinway & Sons у Гамбурзі (ФРН) виготовляє такі моделі роялів і піаніно:
- Роялі: S-155, M-170, O-180, A-188, B-211, C-227, D-274
- Піаніно: V-125, K-132

## Розроблені Steinway & Sons бренди фортепіано
Boston Designed by Steinway & Sons
Фортепіано Бостон як результат 6-річних розробок конструкторів Steinway & Sons, встановили нові стандарти продуктивності та якості й перевершують інші фортепіано у співставному ціновому діапазоні. Багато інновацій в галузях дизайну та виробництва матеріалів створили новий інструмент з чудовим туше і звуком. У ньому, як і в Steinway & Sons, відсутні жодні пластмаси і матеріали-замінники, які зазвичай зустрічаються сьогодні у фортепіано. Унікальні розробки Стенвеївської механіки в інструментах Boston гарантують відсутність жодних втрат при передаванні зусиль від кінчиків пальців до клавіш, молотків і струн. Нині випускається концертна серія цих фортепіано — Boston Performance Edition, при виробництві якої використовується кілька нових патентів Steinway & Sons. Серія інструментів Boston випускається на фабриці Kawai в м. Хамамацу (Японія).
Випускаються такі моделі Boston:
- Роялі: GP-156, GP-163, GP-178, GP-193 і GP-215
- Піаніно: UP-118S, UP-118E, UP126E і UP132E

Essex Designed by Steinway & Sons
Ессекс є наймолодшим членом родини Steinway, розробленим конструкторами компанії. Він чудово надається для навчального процесу і домашнього музикування і має широкий асортимент моделей з великим вибором покриттів і викінчень за привабливою ціною. Як і у фортепіано Boston, механіка роялів та піаніно Essex не використовує жодних пластмас і матеріалів-замінників. Інструменти Essex виготовляються на виробничих потужностях підприємства Pearl River (Китай).
Випускаються такі моделі Essex:
- Роялі: EGP-155, EGP-161, EGP-173, EGP-183
- Піаніно: EUP — 111E, EUP — 116E, EUP — 123E, EUP — 123FL, EUP — 123CL

## Спеціальні і обмежені серії

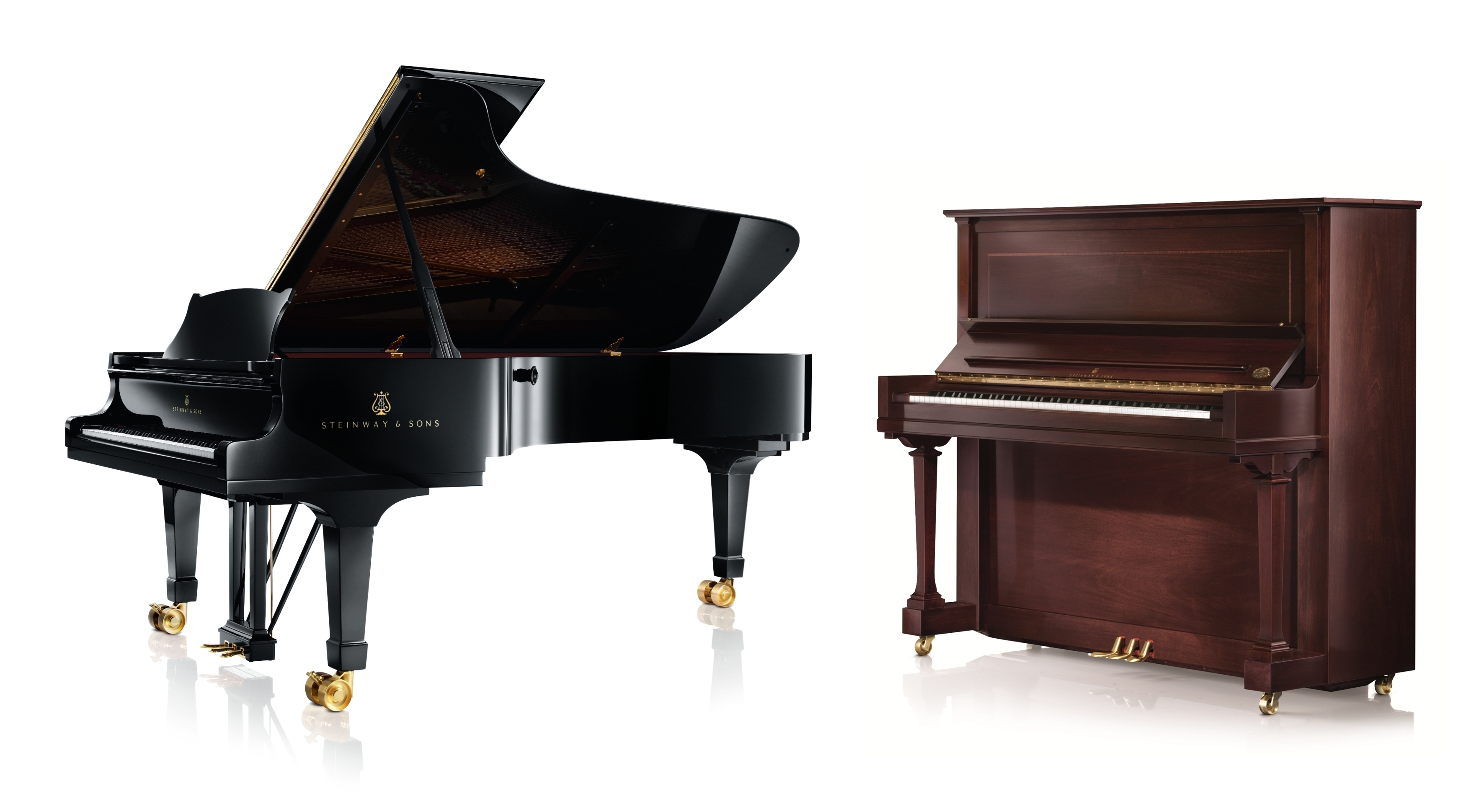
Steinway & Sons

Steinway & Sons продукує також спеціальні і обмежені серії роялів. Найбільшого розголосу досягли започаткована 1990 року серія інструментів, присвячена видатним людям, причетним до Steinway & Sons, і «Колекція діамантової корони» («The Crown Jewel Collection»), інструменти якої присвячені дванадцяти рідкісним коштовним каменям світу і відображають їх забарвлення і текстуру. В оформленні роялів цієї серії використані екзотичні сорти дорогоцінної деревини з Америки і Африки.
До найвідоміших обмежених серій належать «Альбрехт Ґраф Ґерц» (дизайнер Альбрехт ґраф Ґерц), «150-річчя» (S.L.E.D.) (дизайнер Карл Лаґерфельд), «Вільям Е. Стейнвей». Останньою випущеною в світ обмеженою серією стала «Серія „Imagine“ Джона Леннона», інструменти якої прикрашені репродукціями малюнків легендарного члена «Бітлз».

## Дизайнерські моделі
Steinway & Sons випускає також спеціальні моделі роялів, розроблені відомими дизайнерами для визначних клієнтів та на честь видатних осіб і подій (art-case pianos). Серед дизайнерських робіт вирізняються роялі «Рапсодія» Френка Полларо, присвячений Джорджу Ґершвіну і його «Raphsody in Blu», «Сатин» Мері Уікер і Теренса Ханта, присвячений Дюку Еллінґтону і його «Satin Doll», «Романс» Тіберіо Єпеса, «Піаніссимо» Джеймса Шрайвера, «Призма» Генрі Ґласса, «Aspen» Сайлеса Копфа на честь Музичного фестиалю в Aspen. До 300-річного ювілею фортепіано Дакотою Джексоном був сконструйований спеціальний рояль «Трьохсотріччя». Серед інших моделей — «Діаманти на сатині» і «French Art Deco» Френка Полларо, «Рефлексії» Томаса Шранка, «Оазис» Джозефа Сідоровича, «Полярна зоря» і «Еліпс» Теренса Ханта, «Сен-Круа» і «Палісандр» Тімоті Філбріка, «Куніісі» Джея Сімеона та ін. На гамбурзькому підприємстві Steinway & Sons 2008 року був збудований найдорожчий на сьогодні у світі рояль «Sound of Harmony», декорований аплікаціями з 40 цінних сортів деревини, викладених на основі творів китайського художника Ші Кі. Його ціна склала 1,2 млн євро. Фірма випускає також роялі у дизайнерській серії «Легендарна колекція» з art-case pianos, інструменти якої відтворюють стилі певних епох, або зовнішній вигляд певних знаменитих інструментів. Першим роялем серії став інструмент сера Лоуренса Альма-Тадеми, створений 1883 р. для Генрі Дж. Маркуенда (відтворений 2001 року на Нью-Йоркській фабриці у співпраці з Ериком Шапью) До цієї колекції належать також рояль, встановлений у Білому Домі (перший Стенвей; 1903 р.), який зараз знаходиться у Смітсонівському Інституті (США), так званий «Стенвей Вандербілта», декорований компанією Кюел & Ко в Парижі 1894 р., рояль Джорджа А. Шейсті, виготовлений для готелю Вальдорф Асторія в Нью-Йорку 1899 р. та ін.

## Визначні Артисти Стейнвея
Роялі Стейнвей віддавна користувалися популярністю у видатних композиторів і виконавців. У відомому висловлюванні знаменитого скрипаля Йозефа Йоахіма ще наприкінці 19 ст. дано точну характеристику інструментам Стейнвей: «Стейнвей для піаніста є тим самим, що Страдиварі для скрипаля» [3]. Компанія щорічно укладає списки «Артистів Стейнвея» — піаністів-солістів і ансамблістів, які за будь-якої можливості добровільно віддають перевагу грі на роялях Steinway & Sons [1]. Нині таких піаністів понад 1400. Високо цінували роялі Steinway & Sons і обирали їх для виконання Ф. Ліст, Р. Ваґнер, Дж. Пуччіні, С. Рахманинов, Й. Гофман, В. Горовиць, Е. д'Альбер, І. Я. Падеревський, Артур Рубінштейн, С. Кусевицький, Ю. Орманді, М. Полліні, Д. Ліпатті, Д. Баренбойм, А. Б. Мікеланджелі, Ґ. Ґульд, К. Цімерман, Д. Ліґеті, В. Лютославський, І. Стравинський, Ланґ Ланґ, Р. Роджерс, Дж. Ґершвин, Дюк Еллінґтон, Б. Хорнсбі, Дж. Кейлі, Б. Джоел, Д. Кралл та ін.
До 150-річчя компанії Steinway & Sons у червні 2003 року в Нью-Йоркському Карнеґі-Холл «артисти Стейнвея» дали три великі концерти, в яких виступили відповідно музиканти класичної, джазової і поп-музики.